# Saint-Étienne-de-Vicq
Saint-Étienne-de-Vicq ist eine französische Gemeinde mit 527 Einwohnern (Stand: 1. Januar 2022) im Département Allier in der Region Auvergne-Rhône-Alpes.  Sie gehört zum Arrondissement Vichy und zum Kanton Lapalisse.

## Geographie
Saint-Étienne-de-Vicq liegt etwa zehn Kilometer nordöstlich von Vichy. Nachbargemeinden von Saint-Étienne-de-Vicq sind Magnet im Norden und Nordwesten, Billezois im Nordosten, Saint-Christophe im Osten, Molles im Süden und Südosten, Cusset im Südwesten sowie Bost im Westen.

## Bevölkerungsentwicklung
| Jahr                       | 1962 | 1968 | 1975 | 1982 | 1990 | 1999 | 2006 | 2011 | 2016 | 2019 |
| Einwohner                  | 442  | 451  | 419  | 390  | 406  | 431  | 456  | 522  | 521  | 526  |
| Quellen: Cassini und INSEE |      |      |      |      |      |      |      |      |      |      |

## Sehenswürdigkeiten
Siehe auch: Liste der Monuments historiques in Saint-Étienne-de-Vicq
- Kirche Saint-Étienne aus dem 11./12. Jahrhundert, seit 1932 Monument historique
- Schloss Verseilles aus dem 15. Jahrhundert, seit 2003 Monument historique
- Hügel von Malakof

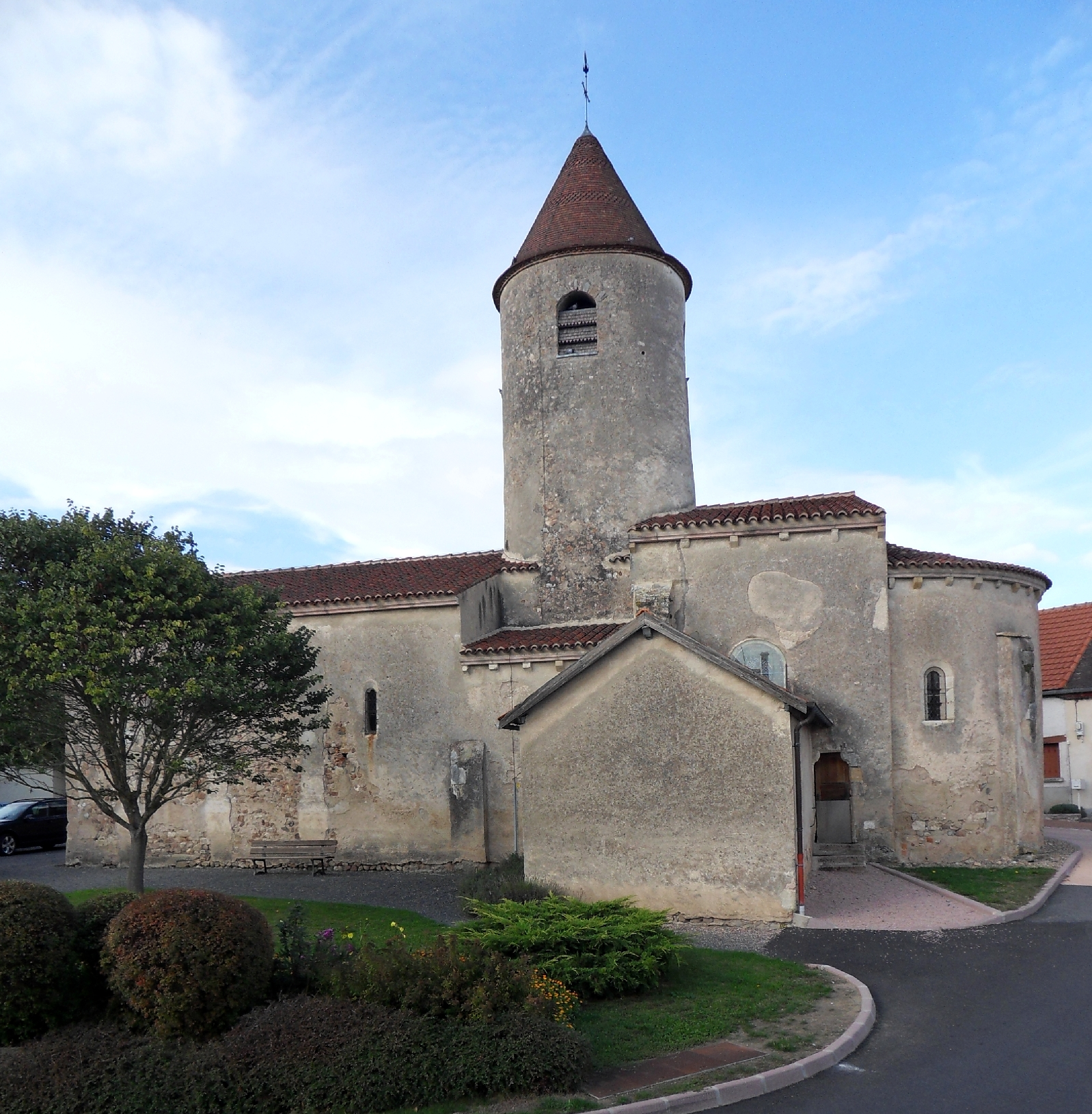
Kirche Saint-Étienne
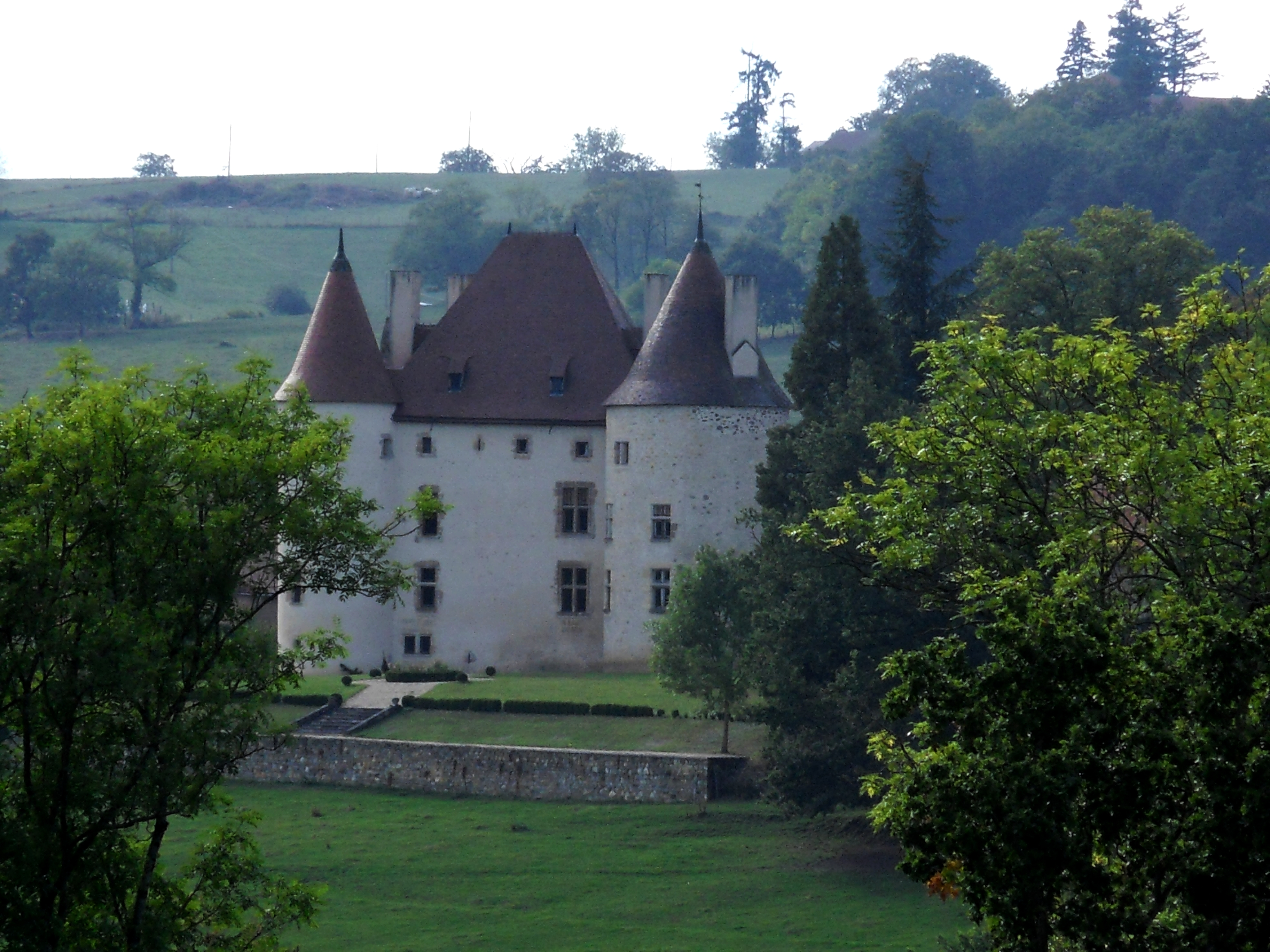
Schloss Verseilles